# .25 ACP
El .25 ACP (Automatic Colt Pistol), o 6,35 x 16 SR, es un tipo de cartucho de pequeño calibre para pistola.

## Desarrollo
El .25 ACP, apareció en 1902, diseñado por el armero de Estados Unidos John Moses Browning. Para pistolas muy pequeñas. Logró ser bastante popular durante las primeras décadas del siglo XX, gracias a las pistolas llamadas popularmente "chalequeras", por ser tan pequeñas como para portarse en un bolsillo del chaleco, aunque después, fue cayendo en desuso hasta ser muy poco común.
Después de la Ley de Control de Armas de 1968, la mayoría de las pistolas .25 extranjeras eran demasiado pequeñas para ser importadas, sin embargo, algunos fabricantes nacionales continuaron construyendo armas de este calibre. No se han desarrollado nuevas pistolas de bolsillo .25 ACP en más de una década, y es poco probable que esto cambie pronto. Las pistolas de bolsillo más comunes en los Estados Unidos hoy en día son .22 LR, .380 ACP o 9x19 mm. [5]
El cartucho es de diseño semi-borde, lo que significa que el borde sobresale ligeramente más allá del diámetro de la base del cartucho, por lo que el cartucho puede ocupar espacio en el borde. Este diseño de semi-montura permite su uso en revólveres. Aunque raros, los revólveres .25 ACP fueron producidos a principios del siglo XX por fabricantes de armas belgas, franceses y alemanes como Adolph Frank y Decker. A finales del siglo XX, Bowen Classic Arms produjo un revólver Smith & Wesson personalizado en .25 ACP.

## Prestaciones
Debido a su pequeño tamaño y escaso retroceso, resultó ideal para armas muy pequeñas. Pero su poder de detención es escaso y prácticamente no supera a un .22 LR, aunque es menos preciso que este, tiene una mayor letalidad al rebotar en cavidades como el torso.
Sus características son las siguientes:
- Diámetro de la bala: 6,4 mm
- Diámetro del cuello: 7,0 mm
- Diámetro base: 7 mm
- Longitud de la vaina: 16 mm
- Longitud total: 23 mm

## Sinónimos
- .25 Auto
- 6,35 mm
- 6,35 mm Browning
- 6,35 x 16 SR (SR—Semi-Rimmed, semipestaña)